# 密穗山姜
密穗山姜（学名：Alpinia shimadae）为姜科山姜属下的一个种。

## 扩展阅读
- 維基物種上的相關：密穗山姜